# Bankesia lichenella
Bankesia lichenella är en fjärilsart som beskrevs av Berce 1868. Bankesia lichenella ingår i släktet Bankesia och familjen säckspinnare. Inga underarter finns listade i Catalogue of Life.